# Torneio de xadrez de Berlim de 1918

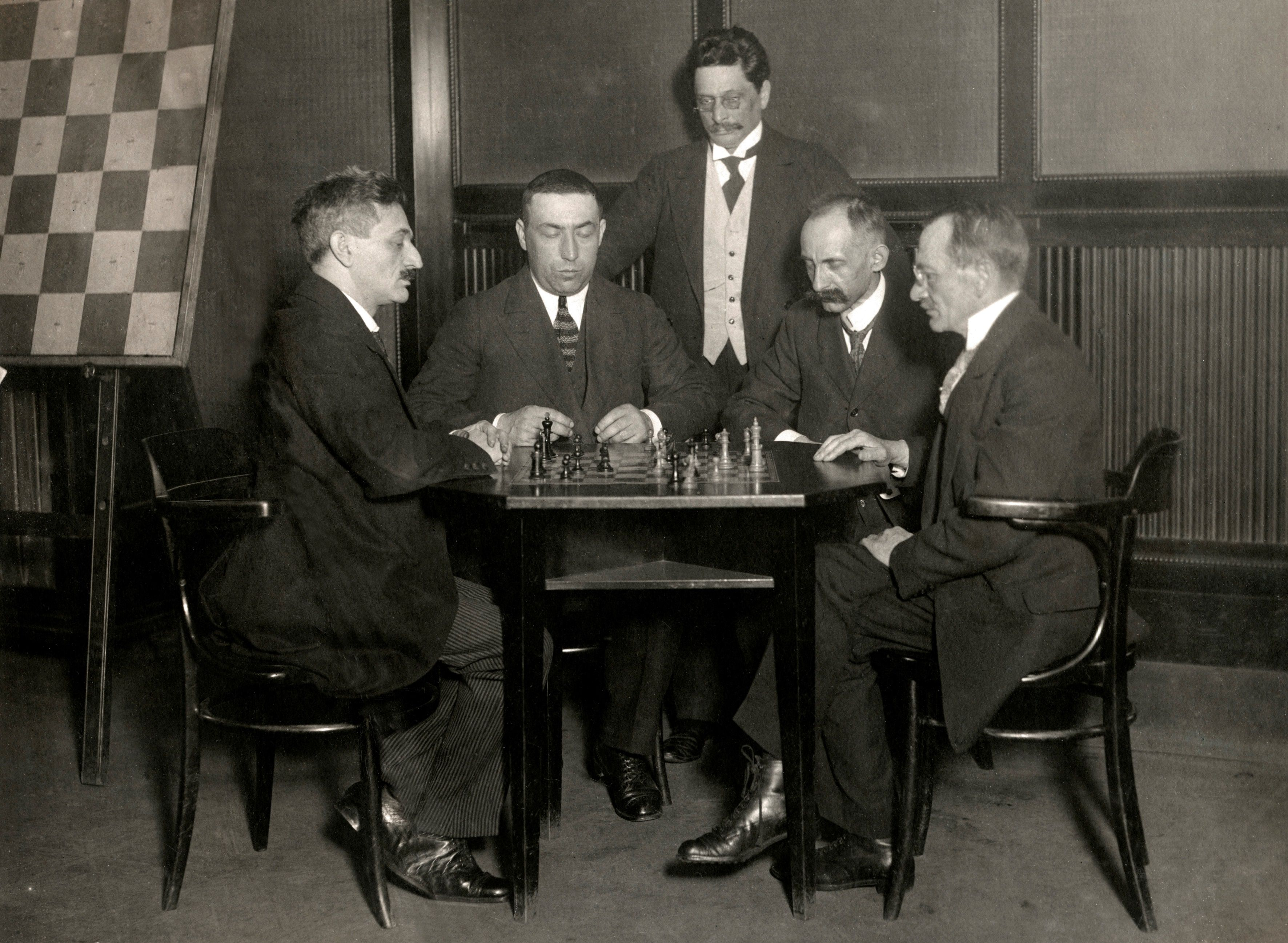

O Torneio de xadrez de Berlim de 1918 (2.DSB-Kongreß) foi uma competição internacional de xadrez organizada por Bernhard Kagan que ocorreu entre 28 de fevereiro e 11 de outubro, em Berlim após o final da Primeira Guerra Mundial. Lasker venceu o torneio, e Rubinstein voltou a demonstrar sua força. Schlechter parecia magro e viria a falecer de desnutrição dois meses depois. Tarrasch havia perdido três filhos no confronto.

## Tabela de resultados[2]
| # | Jogador           | 1  | 2  | 3  | 4  | Total |
| - | ----------------- | -- | -- | -- | -- | ----- |
| 1 | Emanuel Lasker    | xx | ½½ | ½1 | 11 | 4½    |
| 2 | Akiba Rubinstein  | ½½ | xx | 1½ | ½1 | 4     |
| 3 | Carl Schlechter   | ½0 | 0½ | xx | ½½ | 2     |
| 4 | Siegbert Tarrasch | 00 | 0½ | ½½ | xx | 1½    |